# Bryce Pressley
Bryce Pressley (nacido el 17 de noviembre de 1993 en Sacramento, California) es un jugador de baloncesto estadounidense con pasaporte italiano que actualmente se encuentra sin equipo. Con 1,93 metros de altura juega en la posición de escolta. Es hijo del exjugador de baloncesto Harold Pressley.

## Trayectoria Deportiva
En 2016 finalizó su etapa formativa en la Universidad de Portland (NCAA 1), en la que militó durante cuatro años con estadísticas siempre al alza, hasta llegar a ser una de las principales referencias la pasada temporada, con promedios de 14,7 puntos, 4,6 rebotes y 2,4 asistencias en 31,4 minutos de media durante 32 partidos (los 32 como titular).
El 7 de diciembre de 2016, el CB Clavijo de la LEB Oro, la segunda división española, anunció su fichaje hasta final de temporada. El nuevo jugador del equipo riojano iniciaría su carrera profesional en Logroño, coincidiendo con su compañero de universidad Volodymyr Gerun.